# Atletism la Jocurile Olimpice de vară din 2020 - 400 m (masculin)
Proba de 400 de metri masculin de la Jocurile Olimpice de vară din 2020 a avut loc în perioada 1-5 august 2021 pe Stadionul Național al Japoniei. Aproximativ cincizeci de atleți sunt așteptați să participe la această probă.

## Recorduri
Înaintea acestei competiții, recordurile mondiale și olimpice erau următoarele:
| Record  | Atlet                   | Timp  | Loc                      | Data           |
| ------- | ----------------------- | ----- | ------------------------ | -------------- |
| Mondial | Wayde van Niekerk (RSA) | 43,03 | Rio de Janeiro, Brazilia | 14 august 2016 |
| Olimpic | Wayde van Niekerk (RSA) | 43,03 | Rio de Janeiro, Brazilia | 14 august 2016 |

## Program
Orele sunt ora Japoniei (UTC+9) 
| Data                    | Oră   | Etapă      |
| ----------------------- | ----- | ---------- |
| Duminică, 1 august 2021 | 9:10  | Etapa 1    |
| Luni, 2 august 2021     | 19:00 | Semifinale |
| Joi, 5 august 2021      | 19:00 | Finala     |

## Rezultate

### Calificări
S-au calificat în semifinale primii trei atleți din fiecare serie (C) și următorii atleți cu cei mai buni 6 timpi (c). 

#### Seria 1
| Loc | Culoar | Atlet              | Țară       | Reacție | Timp  | Note  |
| --- | ------ | ------------------ | ---------- | ------- | ----- | ----- |
| 1   | 9      | Isaac Makwala      | Botswana   | 0,197   | 44,86 | C     |
| 2   | 5      | Kirani James       | Grenada    | 0,160   | 45,09 | C     |
| 3   | 8      | Jonathan Sacoor    | Belgia     | 0,151   | 45,41 | C     |
| 4   | 3      | Demish Gaye        | Jamaica    | 0,165   | 45,49 | c     |
| 5   | 6      | Alonzo Russell     | Bahamas    | 0,223   | 45,51 | c, SB |
| 6   | 7      | Alex Beck          | Australia  | 0,160   | 45,54 | SB    |
| 7   | 2      | Ricardo dos Santos | Portugalia | 0,140   | 46,83 |       |
| 8   | 4      | Bachir Mahamat     | Ciad       | 0,206   | 47,93 | SB    |

#### Seria 2
| Loc | Culoar | Atlet             | Țară                       | Reacție | Timp  | Note  |
| --- | ------ | ----------------- | -------------------------- | ------- | ----- | ----- |
| 1   | 6      | Mazen Al-Yassin   | Arabia Saudită             | 0,163   | 45,16 | C, PB |
| 2   | 5      | Kevin Borlée      | Belgia                     | 0,126   | 45,36 | C, SB |
| 3   | 7      | Ricky Petrucciani | Elveția                    | 0,168   | 45,64 | C     |
| 4   | 9      | Randolph Ross     | Statele Unite ale Americii | 0,227   | 45,67 |       |
| 5   | 8      | Zakithi Nene      | Africa de Sud              | 0,147   | 45,74 |       |
| 6   | 4      | Jhon Perlaza      | Columbia                   | 0,159   | 46,55 |       |
| 7   | 2      | Pavel Maslák      | Cehia                      | 0,196   | 47,01 |       |
| 8   | 3      | Ahmed Al-Yaari    | Yemen                      | 0,183   | 48,53 | SB    |

#### Seria 3
| Loc | Culoar | Atlet                  | Țară                       | Reacție | Timp  | Note  |
| --- | ------ | ---------------------- | -------------------------- | ------- | ----- | ----- |
| 1   | 2      | Michael Cherry         | Statele Unite ale Americii | 0,178   | 44,82 | C     |
| 2   | 9      | Jonathan Jones         | Barbados                   | 0,181   | 45,04 | C, SB |
| 3   | 7      | Christopher Taylor     | Jamaica                    | 0,151   | 45,20 | C     |
| 4   | 6      | Dwight St. Hillaire    | Trinidad și Tobago         | 0,176   | 45,41 | c     |
| 5   | 4      | Luka Janežič           | Slovenia                   | 0,163   | 45,44 | c, SB |
| 6   | 5      | Gilles Anthony Afoumba | Republica Congo            | 0,199   | 46,03 | SB    |
| 7   | 8      | Lucas Carvalho         | Brazilia                   | 0,172   | 46,12 |       |
| 8   | 3      | Mohammad Jahir Rayhan  | Bangladesh                 | 0,170   | 48,29 | SB    |

#### Seria 4
| Loc | Culoar | Atlet             | Țară          | Reacție | Timp  | Note    |
| --- | ------ | ----------------- | ------------- | ------- | ----- | ------- |
| 1   | 3      | Anthony Zambrano  | Columbia      | 0,167   | 44,87 | C       |
| 2   | 4      | Steven Solomon    | Australia     | 0,163   | 44,94 | C, PB   |
| 3   | 7      | Wayde van Niekerk | Africa de Sud | 0,162   | 45,25 | C       |
| 4   | 5      | Leungo Scotch     | Botswana      | 0,186   | 45,32 | c       |
| 5   | 9      | Davide Re         | Italia        | 0,171   | 45,46 | c, SB   |
| 6   | 6      | Julian Walsh      | Japonia       | 0,146   | 46,57 |         |
| 7   | 2      | Jovan Stojoski    | Macedonia     | 0,184   | 46,81 | SB      |
|     | 8      | Emmanuel Korir    | Kenya         |         | DS    | TR 16.8 |

#### Seria 5
| Loc | Culoar | Atlet           | Țară               | Reacție | Timp    | Note |
| --- | ------ | --------------- | ------------------ | ------- | ------- | ---- |
| 1   | 2      | Steven Gardiner | Bahamas            | 0,163   | 45,05   | C    |
| 2   | 3      | Deon Lendore    | Trinidad și Tobago | 0,203   | 45,14   | C    |
| 3   | 9      | Jochem Dobber   | Olanda             | 0,179   | 45,54   | C    |
| 4   | 4      | Nathon Allen    | Jamaica            | 0,138   | 46,12   |      |
| 5   | 5      | Sadam Koumi     | Sudan              | 0,143   | 46,26   | SB   |
| 6   | 6      | Marvin Schlegel | Germania           | 0,200   | 46,39   |      |
| 7   | 7      | Mikhail Litvin  | Kazahstan          | 0,210   | 47,15   | SB   |
| 8   | 8      | Karol Zalewski  | Polonia            | 0,154   | 2:15,38 |      |

#### Seria 6
| Loc | Culoar | Atlet               | Țară                       | Reacție | Timp  | Note |
| --- | ------ | ------------------- | -------------------------- | ------- | ----- | ---- |
| 1   | 4      | Liemarvin Bonevacia | Olanda                     | 0,171   | 44,95 | C    |
| 2   | 6      | Michael Norman      | Statele Unite ale Americii | 0,157   | 45,35 | C    |
| 3   | 8      | Machel Cedenio      | Trinidad și Tobago         | 0,218   | 45,56 | C    |
| 4   | 9      | Edoardo Scotti      | Italia                     | 0,169   | 45,71 |      |
| 5   | 7      | Thapelo Phora       | Africa de Sud              | 0,150   | 45,83 | SB   |
| 6   | 5      | Taha Hussein Yaseen | Irak                       | 0,144   | 46,00 | SB   |
| 7   | 3      | Oscar Husillos      | Spania                     | 0,147   | 48,05 |      |
| 8   | 2      | Todisoa Rabearison  | Madagascar                 | 0,196   | 48,40 | SB   |

### Semifinale
S-au calificat în finală primii doi atleți din fiecare semifinală (C) și următorii atleți cu cei mai buni 2 timpi (c). 

#### Semifinala 1
| Loc | Culoar | Atlet               | Țară               | Reacție | Timp  | Note  |
| --- | ------ | ------------------- | ------------------ | ------- | ----- | ----- |
| 1   | 5      | Kirani James        | Grenada            | 0,160   | 43,88 | C, SB |
| 2   | 6      | Anthony Zambrano    | Columbia           | 0,175   | 43,93 | C, RC |
| 3   | 4      | Liemarvin Bonevacia | Olanda             | 0,160   | 44,62 | c, RN |
| 4   | 7      | Deon Lendore        | Trinidad și Tobago | 0,193   | 44,93 |       |
| 5   | 3      | Davide Re           | Italia             | 0,157   | 44,94 | SB    |
| 6   | 9      | Ricky Petrucciani   | Elveția            | 0,140   | 45,26 |       |
| 7   | 2      | Luka Janežič        | Slovenia           | 0,152   | 45,36 | SB    |
| 8   | 8      | Jonathan Sacoor     | Belgia             | 0,136   | 45,88 |       |

#### Semifinala 2
| Loc | Culoar | Atlet              | Țară                       | Reacție | Timp  | Note  |
| --- | ------ | ------------------ | -------------------------- | ------- | ----- | ----- |
| 1   | 6      | Michael Cherry     | Statele Unite ale Americii | 0,162   | 44,44 | C     |
| 2   | 8      | Christopher Taylor | Jamaica                    | 0,164   | 44,92 | C, SB |
| 3   | 5      | Steven Solomon     | Australia                  | 0,168   | 45,15 |       |
| 4   | 4      | Mazen Al-Yassin    | Arabia Saudită             | 0,154   | 45,37 |       |
| 5   | 2      | Leungo Scotch      | Botswana                   | 0,178   | 45,56 |       |
| 6   | 9      | Machel Cedenio     | Trinidad și Tobago         | 0,182   | 45,86 |       |
| 7   | 3      | Alonzo Russell     | Bahamas                    | 0,169   | 46,04 |       |
|     | 7      | Kevin Borlée       | Belgia                     |         | NS    |       |

#### Semifinala 3
| Loc | Culoar | Atlet               | Țară                       | Reacție | Timp  | Note  |
| --- | ------ | ------------------- | -------------------------- | ------- | ----- | ----- |
| 1   | 6      | Steven Gardiner     | Bahamas                    | 0,152   | 44,14 | C, SB |
| 2   | 7      | Michael Norman      | Statele Unite ale Americii | 0,156   | 44,52 | C     |
| 3   | 4      | Isaac Makwala       | Botswana                   | 0,197   | 44,59 | c     |
| 4   | 3      | Demish Gaye         | Jamaica                    | 0,155   | 45,09 | SB    |
| 5   | 8      | Wayde van Niekerk   | Africa de Sud              | 0,381   | 45,48 |       |
| 6   | 9      | Jochem Dobber       | Olanda                     | 0,191   | 45,48 |       |
| 7   | 2      | Dwight St. Hillaire | Trinidad și Tobago         | 0,153   | 45,58 |       |
| 8   | 5      | Jonathan Jones      | Barbados                   | 0,159   | 45,61 |       |

### Finala
| Loc | Culoar | Atlet               | Țară                       | Reacție | Timp  | Note |
| --- | ------ | ------------------- | -------------------------- | ------- | ----- | ---- |
| 1   | 7      | Steven Gardiner     | Bahamas                    | 0,179   | 43,85 | SB   |
| 2   | 5      | Anthony Zambrano    | Columbia                   | 0,166   | 44,08 |      |
| 3   | 4      | Kirani James        | Grenada                    | 0,157   | 44,19 |      |
| 4   | 6      | Michael Cherry      | Statele Unite ale Americii | 0,179   | 44,21 | PB   |
| 5   | 8      | Michael Norman      | Statele Unite ale Americii | 0,148   | 44,31 |      |
| 6   | 9      | Christopher Taylor  | Jamaica                    | 0,158   | 44,79 | PB   |
| 7   | 2      | Isaac Makwala       | Botswana                   | 0,167   | 44,94 |      |
| 8   | 3      | Liemarvin Bonevacia | Olanda                     | 0,168   | 45,07 |      |